# Valós értékű függvény
A valós értékű függvény olyan függvény, amelynek értékkészlete a valós számok halmazának részhalmaza. Vagyis olyan függvény, amely az értelmezési tartományának minden eleméhez egy valós számot rendel.
A valós függvények fontossága az általuk alkotott függvényterekben van.

## Általános definíciók
Legyen {\displaystyle X} egy tetszőleges halmaz. Jelölje {\displaystyle {\mathcal {F}}(X,{\mathbb {R} })} az összes olyan függvény halmazát, amelyeknek alaphalmaza {\displaystyle X}, képhalmazuk pedig a valós számok halmaza, {\displaystyle \mathbb {R} }. Mivel {\displaystyle \mathbb {R} } testet alkot, így {\displaystyle {\mathcal {F}}(X,{\mathbb {R} })} egy vektortér:
- {\displaystyle \ f+g:x\mapsto f(x)+g(x)} – definiálható a vektorösszeadás
- {\displaystyle \ \mathbf {0} :x\mapsto 0} – létezik additív egységelem
- {\displaystyle \ cf:x\mapsto cf(x),\quad c\in {\mathbb {R} }} – definiálható skalárral való szorzás
- {\displaystyle \ fg:x\mapsto f(x)g(x)} – és definiálható pontonkénti szorzat.

Mivel {\displaystyle \mathbb {R} } rendezett halmaz is, így {\displaystyle {\mathcal {F}}(X,{\mathbb {R} })} részbenrendezett halmaz, vagyis:
- {\displaystyle \ f\leq g\quad \iff \quad \forall x:f(x)\leq g(x)}.

{\displaystyle {\mathcal {F}}(X,{\mathbb {R} })} részbenrendezett gyűrű.

## Mérhetőség
A valós Borel-halmazok által alkotott σ-algebrák fontos jelentőséggel bírnak. Ha {\displaystyle X}-nek létezik ilyen σ-algebrája és az {\displaystyle f} függvény olyan, hogy {\displaystyle f^{-1}(B)} eleme a σ-algebrának, bármely {\displaystyle B} Borel-halmazra, akkor {\displaystyle f} úgynevezett mérhető függvény. A mérhető függvények vektorteret és algebrát is alkotnak, lásd fentebb.

## Folytonosság
A valós számok topologikus teret és teljes metrikus teret alkotnak. A folytonos valós értékű függvények fontosak a topologikus és a metrikus terek elméletében. A Weierstrass-szélsőértéktétel szerint bármely kompakt téren értelmezett valós folytonos függvény felveszi globális maximumát és minimumát, vagyis léteznek globális szélsőértékei.
Maga a metrikus tér definíciója is egy valós értékű úgynevezett távolságfüggvényen, a metrikán alapul, amely egy folytonos függvény. A kompakt Hausdorff-téren értelmezett folytonos függvények különösen fontosak. A konvergens sorozatok szintén tekinthetőek valós értékű folytonos függvényeknek egy speciális topologikus tér felett.
A folytonos függvények szintén vektorteret és algebrát alkotnak (lásd fentebb), és a mérhető függvények részhalmazát képezik, mivel bármely topologikus térnek van a nyitott (vagy zárt) részhalmazai által generált σ-algebrája.

## Külső hivatkozások
Real Function Mathworld